# Cielos del Oriente
Cielos del Oriente fue una aerolínea del Perú. Su base es el Aeropuerto Comandante FAP Guillermo del Castillo Paredes, en Tarapoto. Opera vuelos chárter en la selva. En 2002 uno de sus Cessna T210N cayó en un aterrizaje de emergencia en Bolognesi.

## Destinos
- Juanjuí
- Tarapoto
- Pucallpa
- Yurimaguas
- Iquitos
- Bolognesi
- Lima

## Flota
- Cessna 206
- Cessna T210N